# ヘイトクライム
ヘイトクライム（英: hate crime、憎悪犯罪）とは、人種、民族、宗教、障害、言語、国籍、性別、性同一性、性的指向などに係る、特定の属性を持つ個人や集団に対する偏見や憎悪が元で引き起こされる、嫌がらせ、脅迫、暴行等の犯罪行為を指す。

## 概要
1970年代後半の米国で発生した概念である。1990年のアメリカ連邦公法によれば「人種・宗教・性的指向・民族への偏見が、動機として明白な犯罪 (Public Law101-275) 」と定義された。
この概念が広く注目を集めるに至ったのは、ワイオミング州にてマシュー・シェパードという同性愛者の惨殺事件が発生し、更にはテキサス州で3名の白人至上主義者らによる一人の黒人男性の殺害事件が発生した1998年のことであった。時のアメリカ大統領ビル・クリントンによる非難声明が発されるなどして広く注目を浴びたこれらの事件は、やがてヘイトクライム撲滅運動それ自体の象徴として記憶される事柄となった。この事件をきっかけに起草された、性的指向、障害を理由とした犯罪を新たにヘイトクライムに規定するマシュー・シェパード法が2007年に議会に提出され、2009年10月28日にバラク・オバマ大統領の署名で成立した。注意点として、ヘイトクライムはその被害者が必ずしも少数者に属する者とは限らないということがあげられる。連邦捜査局による1998年度アメリカの人種に基づくヘイトクライム統計では少数者の黒人による多数者の白人に対するヘイトクライムが全件中の1割以上を占めるという報告されている。また、他の少数者によるものや、同人種間でのヘイトクライムも報告されている。ヘイトクライムは、行われる場においての多数対少数という状況の下、多数による少数への暴力という形で起こり得ることが多いとされている。

## 事例
第三者がヘイトクライムと認定したものを列挙する。本記事の定義と必ずしも合致していない。

### アメリカ
イスラム系を標的とした殺人や黒人への暴行事件、白人が犠牲者となったバージニア・テレビクルー射殺事件、同性愛者を標的としたオーランド銃乱射事件など様々なヘイトクライムが指摘されている。

#### アジア系へのヘイトクライム
2020年以降は、新型コロナウイルスの発生源を中国だと信じる市民らにより、アジア系アメリカ人へのヘイトクライム被害が相次いだ。
ニューヨークの地下鉄でアジア系男性が突然顔を刃物で切られるという事件が発生した。
2021年3月16日にはジョージア州アトランタで、21歳の白人男性がマッサージ店3箇所で8人の女性（うち6人がアジア系）を殺害する事件が起きた。Stop AAPI HATEによると2020年3月から2021年2月までに3795件のアジア系への差別行為が報告されている。生存者の証言として男が当時「すべてのアジア人を殺すつもりだ」と叫んでいたと伝えられた。これに対してリアーナやグウィネス・パルトロウ、マーガレット・チョー、ジェンマ・チャン、オリヴィア・マン、ケイト・ハドソン、バーニス・アルバーティーン・キング牧師、バラク・オバマ元大統領、ミンディ・カリング、エイヴァ・デュヴァーネイ映画監督らが抗議し、#StopAsianHateというハッシュタグムーブメントが起こった。
対応策としてニューヨーク市警察ではヘイトクライム専門の捜査班を組織している。

### 韓国
2019年8月23日にソウル麻浦区で地下鉄弘大入口駅の近くで10代の日本人女性観光客の女性が、道で声をかけてきた執行猶予中の30代の男に「チョッパリ」などと侮辱され、髪の毛を掴まれた後に地面に殴りつけられて顔面を蹴られた。

### 日本
2009年の京都朝鮮学校公園占用抗議事件に関し、朝鮮学校側と中村一成は「憎悪犯罪（ヘイトクライム）」であると主張した。2016年の相模原障害者施設殺傷事件について、沖縄タイムスや東京新聞などがヘイトクライムであると主張した。但し、障害者施設殺傷事件については、前述の特定の属性を持つ個人や集団には当たらない為、ヘイトクライムと判断することは不当であるという根強い反論意見が存在している。
伊東乾は、2019年に発生した京都アニメーション放火殺人事件について、ホロコーストと本質的に変わりのないヘイトクライムであると主張した。
2021年7月と8月、名古屋市の在日本大韓民国民団施設と、在日コリアンに関係が深い京都府宇治市伊勢田町ウトロ地区の空き家に男が火をつけた事件について、一般財団法人「ウトロ民間基金財団」や市民団体「京都府・市に有効なヘイトスピーチ対策の推進を求める会」はヘイトクライムの可能性があると声明文を発表した。

## 各国の関連法

### アメリカ合衆国
連邦法として次の法律が制定されている。(※大半の州では州法により別途厳罰規定あり)
- 連邦保護活動法（1968年、通称「KKK法[注釈 1]」） — 「公立の学校への通学」「投票」「州や自治体の施設での活動」「州裁での陪審員としての義務遂行」「州際通商に関する施設での活動」「公共施設での活動」の6つを「連邦保護活動[注釈 2]」と定義し、人種や国籍、宗教に対する偏見に基づく、暴力、脅迫などの犯罪行為を禁じる[29][7]。
- ヘイトクライム統計法（1990年）[注釈 3] — 統計の対象になる犯罪は、殺人、故殺、婦女暴行、過重暴行、単純暴行、脅迫、放火、破壊、器物損壊。また法によって司法長官に統計対象の犯罪リストへの自己裁量で追加・削除ができる権利が付与されており、強盗、住居進入、自動車窃盗などもデータ収集の対象に加えられている[7]。
- ヘイトクライム判決強化法（1994年）[注釈 4] — 1994年暴力犯罪制御法執行法の一部として成立しており、差別犯罪をした場合は通常の犯罪の刑罰より反則レベルを3段階厳しくし重い刑を適用するよう米国判決委員会の判決ガイドラインを修正するもの[注釈 5][7]。マシュー・シェパード法（英語版）

### イギリス
- 公共秩序法（英語版） — イギリスでは、公共秩序法の規制する類型のひとつとして、人種的嫌悪を煽動した者、あるいは文書等を所持・頒布等した（例外規定あり）者は、2年以下の拘禁、又は罰金、若しくはその両方、略式の有罪判決によるばあいは6ヶ月以下の拘禁、または罰金、若しくはその両方（第27条3項目）とされる[30]。刑罰については2001年のアメリカ同時多発テロ事件を受け、反テロリズム犯罪と安全法（英語版）によって、人種的憎悪扇動罪[注釈 6]は刑罰を2年から最高7年に引き上げ[31]られている。宗教的憎悪は1986年法では定義に含まれていなかったが、2007年に規制対象化。なお本法の保護法益は公共の秩序であり、居室内や閉鎖されたグループ内での行為を制限するものではない。

### イタリア
- レッジェ・マンチーノ（イタリア語版）

### ドイツ
- 民衆扇動罪
- 戦う民主主義

### 日本
憎悪犯罪を特別に重く罰する法律は、思想・良心の自由・表現の自由を脅かす恐れがあり、日本国憲法の理念に反するという主張がある。また、何がヘイトに該当するかは必ずしも明確ではなく、恣意的な運用が懸念されることから、そのような法律は制定されていない。
これに対し、「在日特権を許さない市民の会などによる過激なデモや一連の行為に対して、法規制を検討すべきだ」という意見もある。法学者の前田朗は、全体的な研究課題を整理して、1 立法事実論、2 ヘイトクライム統計法、3 比較研究法、4 立法政策論、5 憲法論、6 人種差別扇動処罰規定の可否、7 警察と裁判所の権限の可否、8 具体的な犯罪規定の検討など8つの論点を上げ、さらに世界各国の具体的な犯罪規定としてはイギリス、チェコ、ケニアなど50か国の「ヘイトクライム規制法」を例示し、ヘイトクライムを法の対象として、 物理的暴力などによるもののみならずヘイトスピーチも含め「表現の自由を守るためにも今日、増加している人種差別やヘイトスピーチのような発言を規制する必要がある」と主張している。
2013年5月30日の参議院法務委員会において有田芳生参議院議員は、日本における人種差別の問題について取り上げた際に「人種差別法、あるいはヘイトスピーチ、ヘイトクライム」という言葉を用いながら、具体的な人種差別事例を示した上で、日本における人種差別の実態に関する調査委員会などの設置をうながした。これに対して法務大臣谷垣禎一は「人権擁護機関としては、先ほど申し上げた啓発活動というだけではなく、人権相談あるいは（中略）調査活動（中略）人権侵犯事件。そういう観点から（中略）人権状況の把握には我々も力を入れて努めなければならない」が、「今の人権擁護機関の仕組みを超えた調査機関を設けるということは現時点では考えておりません」と答弁した。

### フランス
- ゲソ法

## ヘイトクライム関連法の問題点
アメリカ合衆国では、「ヘイトクライム判決強化法（1994年）」が制定されているが、その制定過程の議論において、また運用後において問題点が指摘されている。
ジェームス・モルシュは、同じ窃盗罪でもヘイトクライムなら重刑になるというのは、刑法上のアファーマティブ・アクションになるという見方からアメリカ合衆国憲法修正第14条に含まれる平等保護の条項との関連を指摘した。
1990年代の米国ニューヨーク市でおこった韓国系アメリカ人と黒人、黒人とユダヤ人との摩擦や暴動の事例では、ヘイトクライム厳罰法支持を訴えて市長に当選したディンキンズ（初のニューヨーク黒人市長であった）にとって試練となった。「相手が起こした事件はヘイトクライムであるのでヘイトクライム法に基づいて厳罰に処すべき」だと訴える声が後を絶たなくなり、実際は事実関係さえ整理できない「ののしり合い」や「いさかい」といった類のものが大半であった。結局この問題は1993年選挙の敗因の一つとなり、「ヘイトクライムに対するゼロ・トレランス（容赦なし）」の姿勢で挑んだディンキンズではなく、鬼の元連邦検事として立候補したジュリアーニの打ち出した、犯罪に対して徹底的に挑む「アンチ・クライム」というスタンスがニューヨーク市民に有効に働いたとされる。
内野正幸はドイツやフランスのヘイトクライム立法に対し「本来自由であるべきだと思われるような表現行為に対してまで、適用される傾向」があると指摘している。
憲法学者の長谷部恭男は、表現内容に基づくヘイトスピーチ規制には慎重に慎重を重ねる必要があるが、ヘイトクライムを重く処罰することは憲法学から見ても問題は少ないとした。